# Abrantes Serra
José Júlio Neto Abrantes Serra GOL (Águeda, 1 de Fevereiro de 1938 – 20 de Janeiro de 2021) foi um militar português, que foi um dos Capitães de Abril, líderes das forças armadas durante a Revolução de 25 de Abril de 1974.

## Biografia

### Carreira militar
Foi um dos militares participantes na Revolução dos Cravos, possuindo nessa altura a patente de capitão-tenente. Durante a madrugada do dia 25 de Abril, ficou à espera junto à Ponte Salazar para ouvir a canção E depois do adeus, que foi o sinal da revolução, tendo a sua missão sido a ocupação e desarmamento da Escola de Fuzileiros, em Vale de Zebro, no Barreiro. Apesar de ter ido desarmado, esta operação correu sem problemas devido à cooperação do comandante da unidade, Rocha Calhorda.
Mais tarde durante esse dia, foi-lhe ordenado inicialmente para ocupar a sede da Direcção-Geral de Segurança / Polícia Internacional e de Defesa do Estado, mas a sua companhia foi enviada com urgência para o Forte de Caxias, como parte de uma força de fuzileiros e paraquedistas, que também era comandada pelo capitão Mário Pinto. Todos os presos políticos no interior daquele estabelecimento prisional foram libertados até ao final do dia, incluindo várias figuras de vulto da democracia portuguesa, como Hermínio da Palma Inácio, José Manuel Tengarrinha e José Luis Judas.

### Falecimento e homenagens
Faleceu em 20 de Janeiro de 2021, aos 82 anos de idade. Abrantes Serra foi considerado pelo comandante Martins Guerreiro, também participante no golpe de 25 de Abril, como uma pessoa «sóbria e discreta, um apaziguador».
A 23 de março de 2022, foi agraciado, a título póstumo, com o grau de Grande-Oficial da Ordem da Liberdade.